# Elyes Fakhfakh
Elyes Fakhfakh (født 1972 i Tunesien) (arabisk:إلياس الفخفاخ) ,han er tunesisk ingeniør og statsmand.

## Biografi
Den 20. januar 2020 blev han udnævnt til regeringschef af præsident Kais Saied, jf. Artikel 89 i forfatningen. Han modtager støtte fra den demokratiske blok og fra Tahya Tounes. Den 22. januar trak han sit ansvar tilbage i Ettakatol for at dedikere sig til regeringens sammensætning. Hans regering blev annonceret den 15. februar, men Ennahdha, hvis ministre blev annonceret der, meddelte, at han ikke ville stemme ud af tillid på grund af Au Coeur de Tunisys manglende deltagelse. En let modificeret version af regeringen, men uden deltagelse af Au Coeur de Tunisie, blev annonceret den 19. februar; Ennahdha, der frygter en opløsning, accepterer at stemme i tillid. Den 27. februar tildelte folkets repræsentants forsamling tillid til hans regering. Indvielsen finder sted samme dag i præsidentpaladset i Kartago.
Så snart han blev regeringschef, måtte han og hans team stå over for coronavirus-pandemien.